# 179411 Draganrosa
179411 Draganrosa este o planetă minoră (asteroid) din centura de asteroizi. A fost descoperită pe 18 decembrie 2001 la Observatorul Apache Point de Sloan Digital Sky Survey. 
Obiectul prezintă o orbită caracterizată de o semiaxă mare de 3,1134436197098 UAi, o excentricitate de 0,096264093085988, o înclinație de 4,9072716576089 ° în raport cu ecliptica.